# دهمرده (جهان‌آباد)
دهمرده، روستایی است از توابع بخش مرکزی شهرستان هیرمند  در استان سیستان و بلوچستان ایران.

## جمعیت
این روستا در دهستان جهان‌آباد قرار داشته و براساس سرشماری سال ۱۳۸۵جمعیت آن ۷۴نفر (۱۲خانوار) بوده‌است.